# Isis (banda)
Isis foi uma banda de post-metal originaria de Boston, Massachusetts mas posteriormente baseada em Los Angeles, Califórnia.
Dentre os muitos rótulos utilizados para descrever sua música, estão o doom metal, avant-garde metal, post-metal, post-rock ou simplesmente música experimental. Emprestando a sonoridade de bandas como Neurosis e Godflesh, pioneiros que ajudaram criar e evoluir o estilo conhecido como sludge metal - uma vertente do doom metal - com músicas geralmente longas e foco em riffs extremamente pesados e sincopados. Além de uma preocupação extra com texturas e climatizações sonoras. Seu som serviu de inspiração para inúmeras bandas contemporâneas como Cult of Luna, Pelican, Tides, Rosetta e Russian Circles. Alguns artistas importantes como Mike Patton e Adam Jones do Tool, já colaboraram com o Isis.
Em 18 de maio de 2010 a banda anunciou seu fim.
Em 2014, apesar de inativa, a banda precisou mudar o nome de sua página no facebook devido a errônea associação com o Estado Islâmico do Iraque e do Levante, definido nos Estados Unidos através da sigla ISIS (Islamic State of Iraq and Syria). O grupo terrorista foi responsável pela execução do jornalista James Foley, sequestrado durante a Guerra Civil da Síria. O ex-baterista Aaron Harris informou à ABC News que a banda precisou alterar o nome da página para "Isis the band".
Em 13 de outubro de 2018 o Isis retornou para uma apresentação em homenagem a Caleb Scofield (ex-membro das bandas Cave In, Zozobra e Old Man Gloom), falecido em março deste ano.

## Integrantes
Última formação
- Aaron Turner: guitarra, vocal
- Aaron Harris: bateria
- Jeff Caxide: baixo
- Michael Gallagher: guitarra
- Bryant Clifford Meyer: sintetizador, guitarra

Ex-integrantes
- Chris Mereschuk: sintetizador, vocal (1998-1999)
- Jay Randall: sintetizador (1999-2000)

## Discografia

### Álbuns
- 1999 - The Red Sea
- 2000 - Celestial
- 2002 - Oceanic
- 2004 - Panopticon
- 2006 - In the Absence of Truth
- 2009 - Wavering Radiant

### Singles e Eps
- 2001 - SGNL 05
- 1999 - Sawblade
- 1999 - The Red Sea
- 1998 - Mosquito Control

### DVD
- 2006 - Clearing the Eye